# 스베리르가
스베리르 가(노르웨이어: Sverreætten 스베레래텐[*])는 노르웨이 왕국과 스코틀랜드 왕국의 왕위를 작위로 보유했던 가문이다. 하르파그리 왕조의 방계로서, 스베레 시구르손(스베리르 시구르다르손)을 시조로 한다. 1184년에서 1319년까지 노르웨이 왕위를 소유했다. 단절된 뒤 왕위는 비엘보 가로 넘어갔다.

## 문장
가문 문장은 붉은 바탕에 왕관을 쓴 황금색 사자이다. 나중에 성왕 올라프를 상징하는 은색 도끼가 추가되었다. 이는 오늘날 노르웨이의 국장의 원형이 되었다.

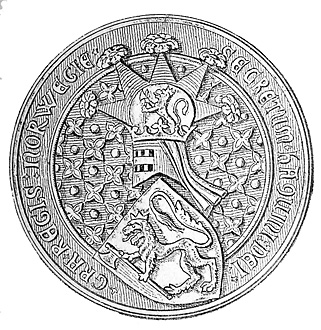
스베리르 가 마지막 왕 하콘 마그누손의 인장
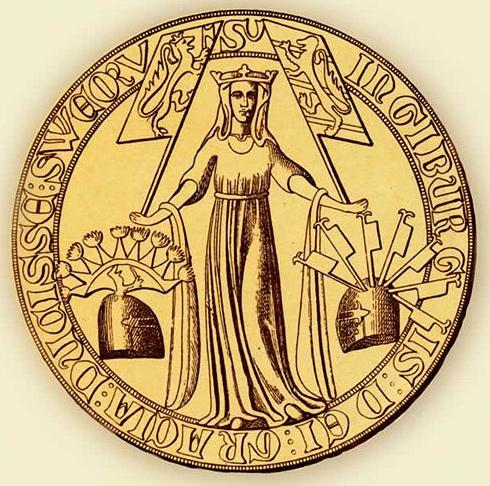
하콘 마그누손의 딸 잉기뵤르그 하코나르도티르의 인장
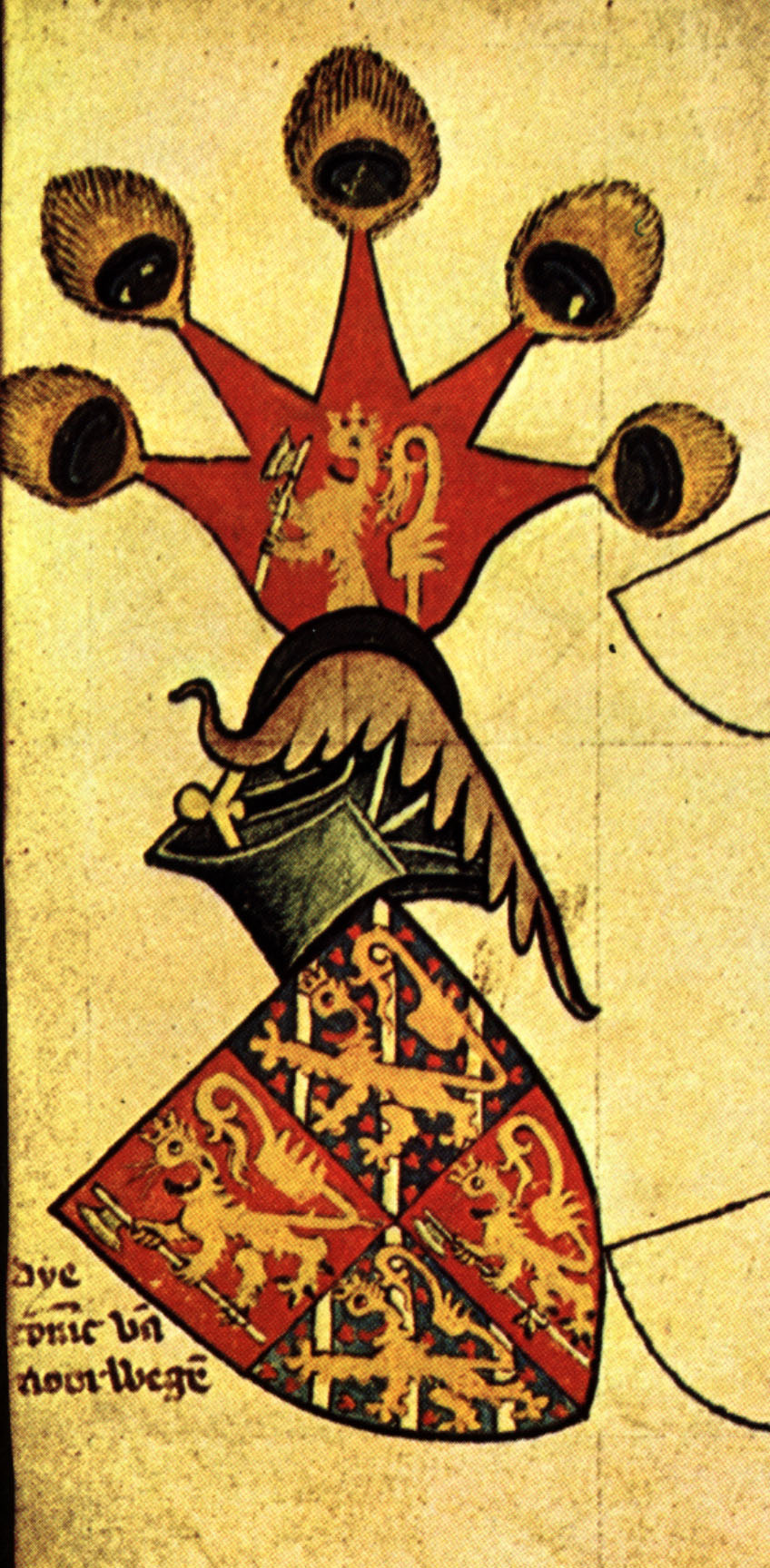
잉기뵤르그의 아들 망누스 6세(비엘보 가)의 문장. 스베리르 가 문장과 비엘보 가 문장이 합쳐진 형태이다.

## 왕 목록
| 이름                      | 재위                 |
| ------------------------- | -------------------- |
| 스베레 시구르손           | 1184년–1202년        |
| 호콘 3세                  | 1202년–1204년        |
| 구토름 시구르손           | 1204년               |
| 길리 가의 잉에 2세가 재위 | 1204년–1217년        |
| 호콘 4세                  | 1217년–1263년        |
| 하콘 하코나르손 힌 웅기   | 1240년–1257년        |
| 망누스 6세                | 1257년–1263년–1280년 |
| 에이리크 2세              | 1273년–1280년–1299년 |
| 호콘 5세                  | 1299년–1319년        |

그 외에 스베리르 가 구성원으로는 스코틀랜드의 여왕 마르그레트, 쇠데르만란드 공작부인 잉기뵤르그 하코나르도티르가 있다.

## 같이 보기
- 노르웨이 국왕